# Microkayla chacaltaya
Microkayla chacaltaya is een kikker uit de familie Craugastoridae. De soort komt voor in Bolivia. Microkayla chacaltaya wordt bedreigd door het verlies van habitat en verandering van het klimaat.